# منی‌پاشی
منی‌پاشی (به انگلیسی: Cumshot)،

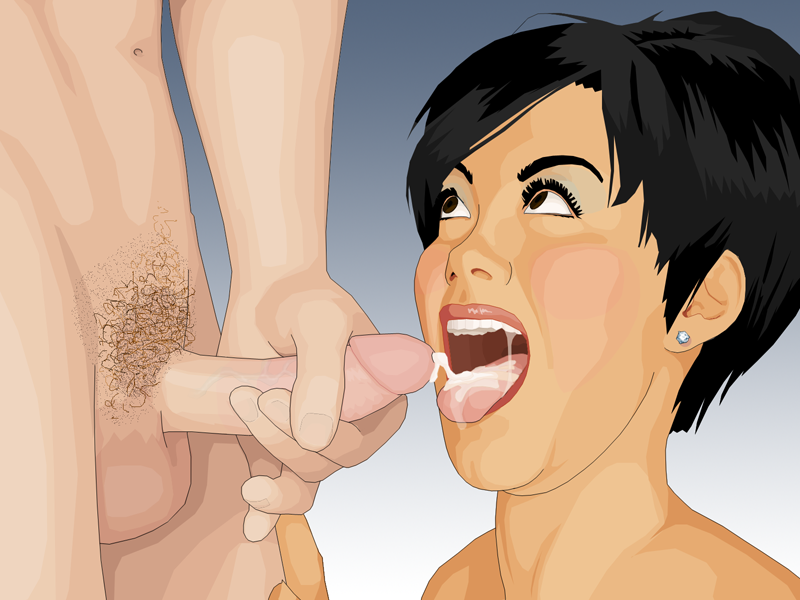
تصویری از انزال و منی‌پاشی در دهان

عملی است که برای توصیف ارگاسم مرد به کار می‌رود که در آن، مرد، منی خود را معمولاً بر روی شخص یا شیئی می‌پاشد.

## پورنوگرافی
در پاشیدن منی دو استثنا وجود دارد که صرفاً این عمل در آن‌ها انجام نمیگرد. فیلم‌های سافت کور از این جمله هستند که در آن‌ها عمل دخول نشان داده نمی‌شود و صرفاً بازیگران به اعمال رومانتیک و عشق‌بازی می‌پردازند. در این فیلم‌ها هیچ صحنه‌ای از انزال وجود ندارد. پاشیدن منی همچنین در فیلم‌های پورنو که در آن بازیگران تنها دختر هستند وجود ندارد (انزال زنان وجود دارد اما نامعمول است) و ارگاسم معمولاً همراه با حالات صورت و طرز گفتار نشان داده می‌شود.

## نگارخانه

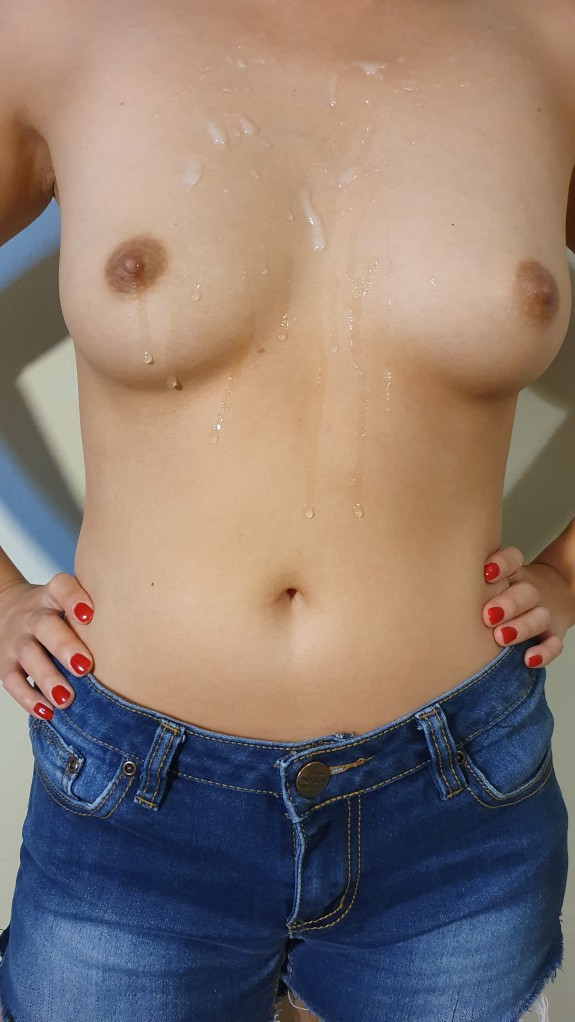
منی‌ پاشیده شده روی سینه
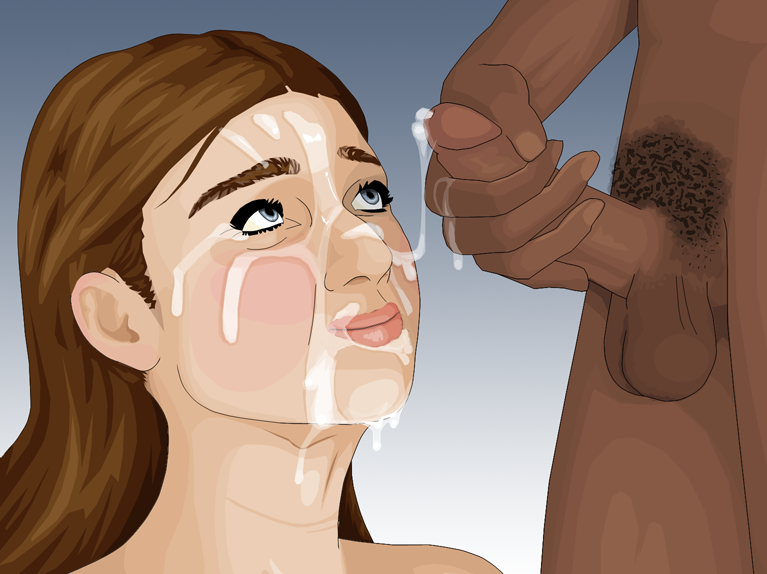
منی‌پاشی بر روی صورت یا فیشال
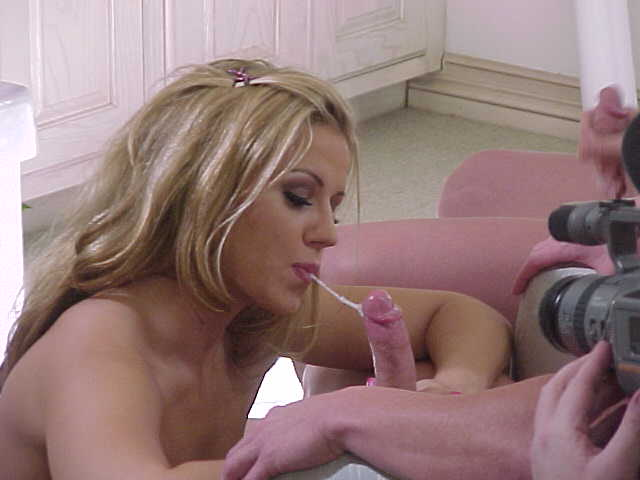
منی پاشی دهانی